# ペーター・キュルテン
ペーター・キュルテン（ドイツ語: Peter Kürten, 1883年5月26日 - 1931年7月2日）は、ドイツの連続殺人犯。デュッセルドルフの吸血鬼 (ドイツ語: Der Vampir von Düsseldorf) という異名を持つ。強姦、暴行、殺人を行い、1929年1月から11月までのデュッセルドルフの凶行で有名。名前を英語読みし、ピーター・キュルテン（ピーター・カーテン）とも言われる。近代シリアルキラーの原点の一つとして語られる。

## 経歴
1883年5月26日、13人兄弟の3人目としてミュールハイムに生まれる。家庭環境は極貧で児童虐待も日常的に行われていた。父親は大酒のみで子どもたちの前で妻に家庭内強姦を強いていた。1897年、キュルテンが14歳の時には長女と近親姦を行ったとして1年半の懲役刑を受けている。そのような荒れた環境によって、しばしば家から逃げ出し、路上生活を送る中、軽犯罪者や社会不適合者と知り合い、食べ物や衣服を得るためにキュルテンは軽犯罪者として成長していった。

### 最初の殺人
9歳の時、泳いでいる2人の友達を溺死させるという、初めての殺人を犯したと後に彼は語っている。1894年に家族と共にデュッセルドルフへ移住すると、窃盗や放火などで出入獄を繰り返した。青年期には彼を雇った野犬捕縛者から、犬に対して自慰をさせることや、犬に対する拷問を教わる。彼の暴力的な傾向は動物虐待から人に対する攻撃へと変移し増幅されていった。
1913年、30歳になった彼が窃盗のために侵入した商店で、就寝中だった14歳の少女を強姦後に絞殺する。これが彼の立証される最初の犯罪である。この犯行時に、彼は自分のイニシャルの入ったハンカチを現場に残してしまったが、偶然そのイニシャルが被害者の父親と同じだったため、警察は父親を容疑者とみなして厳しく追及し、キュルテンは逮捕を免れている。犯行後ほどなく別件の窃盗容疑で逮捕され、8年間刑務所にいたことから、第一次世界大戦中は彼の犯罪は中断している。
1921年に刑務所を出所すると、テューリンゲン州アルテンブルクに移り住み、ある女性と知り合い、熱烈に恋した末に結婚へとこぎつける。1925年には再びデュッセルドルフに戻り、就職した地元の鋳型工場では、有能で勤勉実直な労働者、熱心な労働組合員として上司や同僚からの評価を固め、近隣でも礼儀正しい、物静かな紳士として振る舞っていた。

### 1929年の連続殺人
1929年2月8日、キュルテンは8歳の少女を強姦し殺害する。同年2月13日深夜、泥酔してキュルテンに絡んできた45歳の機械工を刺殺する。刺し傷は頭部を含め20箇所に及んだ。獣性を満たされたせいか、以後は誰も襲わなかったが、行きずりの女との荒々しいセックスに没頭していた。
やがてセックスでは満たされなくなり、半年後の8月に凶行を再開。8月21日には別々の場所で3人を刺し、23日には5歳と14歳の姉妹を殺害。翌24日にもある女性を襲撃し強姦した。気丈な彼女は「あんたと寝るぐらいなら死んだ方がマシよ!」と喰ってかかり、喜んだキュルテンは「じゃあ死ね」と数十回もナイフを振り下ろした。彼女は奇跡的に一命を取り留め、警察にキュルテンの人相を話しているが、不正確だったためか逮捕には至らなかった。同年9月には1件の強姦と殺人を、10月には2人の女性をハンマーで襲っている。この時点でデュッセルドルフは完全なパニック状態と化していた。キュルテンは食堂で働く妻を毎晩のように迎えに行き、「僕が迎えに来るまではここにいなさい」と注意している。同年11月7日、5歳の少女を殺害。当時購読していたフライハイト（独立社会民主党系の新聞）編集部に彼女を埋めた場所の地図を送りつけたりもしている。犠牲者と方法が様々あることから、警察は2人以上の犯人がいるのではないかと仮定した。また90万以上もの人々が捜査線上に浮上した。
1929年11月の殺人がキュルテンの最後のそれとなる。とは言うものの1930年2月から3月にかけても多くの人がハンマーで襲われている。
1930年5月のある日、キュルテンはデュッセルドルフ駅構内で、不良青年に絡まれていた少女に声をかけて助け出すと、自宅でお茶を飲まないかと誘いしばらく歓談した後、宿泊先のホテルへ送る途中のグラーフェンベルクの森で少女を強姦したが、この時キュルテンは「俺の家を覚えているか？」と問い、少女が覚えていないと返答したところ彼女を生かしたまま解放し立ち去った。故郷へ帰った少女は友人に一連の出来事を綴った手紙を送ったが、宛名が間違っていたため配達できず郵便局でしばらく留め置かれた後規定に基づき開封された。郵便局からの通報を受けた警察は少女の居場所を突き止め、彼女にキュルテンの自宅を案内させた。
そのことを知ったキュルテンは、妻に今まで行った犯罪を告白し今まで妻を欺いたことに対する償いとして、警察へ通報して自分に掛けられた高額の褒賞金を受け取り老後の蓄えにするように促す。そして3月24日（※5月24日では？）、妻の通報を受けた警察に逮捕された。

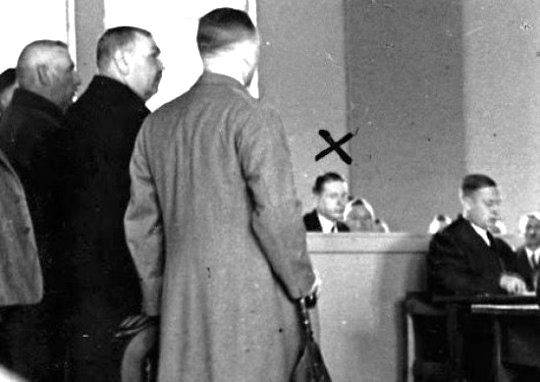
法廷でのキュルテン（1931年・✕印の人物）

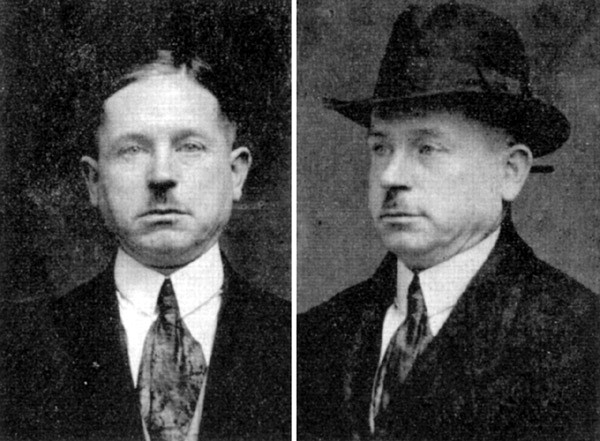
(左)1930年と(右)1931年の写真。

### 逮捕
キュルテンは約80件の犯罪を自白。9件の殺人と7件の殺人未遂の罪で起訴される。1931年4月から裁判が行われた。当初彼は無罪を主張したものの、数週間後答弁は変化を見せた。結果、死刑の判決を受け、1932年7月2日早朝ケルンにてギロチンを用いた死刑が執行された。
彼が執行直前に残した最後の言葉は、「私に残された最後の望みは、自分の首が切り落とされ、血飛沫を噴き出す音をこの耳で聴くことです」だった。

## ペーター・キュルテンをモデルとする物語
- 1973年、手塚治虫はキュルテンの事件を題材にした短編『ペーター・キュルテンの記録』を「漫画サンデー」（実業之日本社）に発表している。
- フリッツ・ラング監督の『M』も、キュルテン事件をモデルにしたものと言われるがラング自身は否定している。